# Liste der Baudenkmäler in Coburg/G
Dieser Teil der Liste der Denkmäler in Coburg beschreibt die denkmalgeschützten Objekte in folgenden Coburger Straßen und Plätzen:
- Gartenstraße
- Gemüsemarkt
- Gerbergasse
- Glockenberg
- Goethestraße
- Grafengasse
- Große Johannisgasse
- Gustav-Freytag-Weg
- Gymnasiumsgasse

## Gartenstraße
| Adresse Bezeichnung Akten-Nr.                     | Beschreibung | Foto |
| ------------------------------------------------- | --- | ---- |
| Gartenstraße (Lage)                               | Im Mündungsdreieck von Lauter und Itz liegt die Gartenstraße im Gebiet der Heilig-Kreuz-Vorstadt. Sie führt von der Heiligkreuzbrücke zur Lauter und im rechten Winkel zur Kasernenstraße, wobei der letzte Teil ein Fußweg ist. Ursprünglich gehörte der vordere Teil bis zur Lauter zur Brückenstraße. |      |
| Gartenstraße 1 (Standort) Wohnhaus D-4-63-000-862 | Als erstes Haus in der einseitig bebauten Gartenstraße, die früher Brückenstraße hieß, baute Paul Schaarschmidt 1902 für den Kaufmann Hermann Schmidt in Ecklage zur Blumenstraße ein Mietshaus mit vier Wohnungen. In das Haus im Mündungsdreieck von Lauter und Itz wurde 1919 auf der Ecke ein Laden mit kleiner Freitreppe eingebaut. Der viergeschossige Bau wird an beiden Straßenfronten von Zwerchhausrisaliten beherrscht. Ein neugotisch dekorierter Konsolerker über zwei Stockwerke ist in die Gartenstraßenfront eingefügt. Ein Eckstrebepfeiler, große Kreuzstockfenster und eine Welsche Haube betonen die Ecke zur Straßenkreuzung hin. Die nördliche und östliche Hausseite sind um ein Geschoss niedriger als die Ecke, was ein Schopfwalmdach optisch auffängt. Ein Treppenhaus mit erhaltenen gedrechselten Geländersäulen erschließt das Haus auf der linken Seite. |      |
| Gartenstraße 3 (Standort) Wohnhaus D-4-63-000-640 | Ziegel mit Sandsteingliederungen prägen das zweigeschossige Mietwohnhaus, das 1895 Martin Renner als Miethaus erbaute und ein Gartenhaus von 1868 ersetzte. Im Garten des Hauses ist eine als zweigeschossiger Fachwerkbau 1896 errichtete Steinmetzwerkstatt erhalten. Als ein in Coburg geläufiger Haustyp der Gründerzeit schmückt auch dieses Haus straßenseitig ein Zwerchhausrisalit. Seitlich davon befinden sich zwei stehende Gauben, die das Dachgeschoss auch nach außen in den Wohnbereich einbeziehen. |      |
| Gartenstraße 4 (Standort) Wohnhaus D-4-63-000-641 | Andreas Immler baute dieses teilweise verputzte Fachwerkhaus 1888. Eduard Grams fügte für den späteren Besitzer Andreas Rauschert 1909 eine Veranda an. Die der Itz zugewandte Häuserfront enthält einen Zwerchhausrisaliten in offener Fachwerkbauweise. Die vierachsige Giebelseite zur Lauter hin ist im Ober- und Dachgeschoss gegen Feuchtigkeit durchgehend verschiefert. Rückseitig befindet sich ein Zwerchhaus mit Schopfwalm. |      |

## Gemüsemarkt
| Adresse Bezeichnung Akten-Nr.                                  | Beschreibung | Foto |
| -------------------------------------------------------------- | --- | ---- |
| Gemüsemarkt (Lage)                                             | Das Areal des Gemüsemarktes gehörte seit 1868 als Wirtschaftshof zum Georgenspital. Nach dessen Abbruch und der Freilegung der Hinterhöfe blieb der mittige Spitalhofbrunnen zunächst erhalten. Der so entstandene Platz zwischen den Rückgebäuden des Oberen und Unteren Bürglaßes und dem Steinweg wurde bis zum Ende des Zweiten Weltkrieges als Gemüsemarkt genutzt. Der als Gemüsemarktbrunnen umgestaltete ehemalige Spitalhofbrunnen verschwand 1969 bei der Umgestaltung des Platzes, wobei eine Durchfahrt zur Georgengasse und zum Theaterplatz geschaffen wurde. |      |
| Gemüsemarkt (Standort) Grenzstein D-4-63-000-533               | Grenzstein siehe Theaterplatz |      |
| Gemüsemarkt 1 (Standort) Wohn- und Geschäftshaus D-4-63-000-81 | Das dreigeschossige Wohn- und Geschäftshaus mit Walmdach wurde 1869 von Herrmann Kühn unter Verwendung der Türrahmungen des Vorgängerbaus Georgenspital von 1737 nach dessen Abbruch erbaut. Der durch die Freilegung der Hinterhöfe Steinweg 2–8 entstandene Platz wurde bis zum Ende des Zweiten Weltkrieges als Gemüsemarkt genutzt, auf dem bis 1969 der zum Gemüsemarktbrunnen umgestaltete ehemalige Spitalhofbrunnen stand. Die Gemüsehändler, die vorwiegend aus Bamberg kamen und im Coburger Volksmund „Zwiebeltreter“ genannt wurden, veranlassten seit 1887 den Wirt im Erdgeschoss des Hauses, seine Gaststätte „Zur Stadt Bamberg“ zu nennen. Die seitlichen Einfassungen der Front zum Platz hin bilden zwei einachsige [Risalit]e mit breiten Fenstern. Ein kräftiges Gesims setzt das Erdgeschoss ab. Das Portal ist nach links versetzt und zeigt die figürliche Darstellung des Kampfes des Heiligen Georg mit dem Drachen, den Coburger Mohr und den Meißener Löwen. 1892 musste die Gaststätte der Werkstatt des Druckereibesitzers Hermann Wechsung weichen und 1930 ließ Friedrich Colbatzky, der Inhaber der Druckerei des Coburger Tageblatts, von Paul Schaarschmidt die beiden Obergeschosse und das Dachgeschoss als Wohnungen ausbauen und einen Dacherker aufsetzen. |      |

## Gerbergasse
| Adresse Bezeichnung Akten-Nr.                                                    | Beschreibung | Foto |
| -------------------------------------------------------------------------------- | --- | ---- |
| Gerbergasse (Lage)                                                               | Die erste Erwähnung als „Gerbersgraben“ erfolgte 1462. Der heutige Name ist seit 1474 belegt. 1658 waren dort dreißig Gerber ansässig, deren Häuser am Hahnfluss, der heute verrohrt ist, lagen. |      |
| Gerbergasse 1 (Standort) Wohn- und Geschäftshaus, ehem. Gerberhof D-4-63-000-863 | Dieses Wohn- und Geschäftshaus am ehemals offenen, heute verrohrten Hahnfluss hat seinen Ursprung im 1727 erbauten Korbshäuslein, das nach Umbauten 1880 abbrannte und 1881 von Andreas Immler verändert wieder aufgebaut wurde. Gleichzeitig errichtete Hermann Kühn im Steinweg mit der Hausnummer 53 ein Wohn- und Geschäftshaus mit einem Eckladen, in dem zunächst eine Bäckerei, dann eine Metzgerei untergebracht war. 1988 wurden beide Häuser zu einer Einheit unter der Bezeichnung Gerbergasse l vereinigt und das Hotel Gerberhof, wobei die ursprünglichen Wohnungen im ehemaligen Gebergassen-Gebäude in acht Gästezimmer und eine Gaststätte umgebaut wurden. Der Keller des ehemaligen Steinweg-Gebäudes wurde 1992 als Garage für Gäste erweitert. Beide Gebäude wurden im neuklassizistischen Stil errichtet, am ehesten noch erkennbar an der Steinwegfront mit ihrer Folge von Stichbogenfenstern und -türen, am Bandgesims, das das Erdgeschoss von den Obergeschossen trennt und den Doppelfenstern mit Profilsturz im ersten Obergeschoss. |      |
| Gerbergasse 6 (Standort) Wohnhaus D-4-63-000-82                                  | 1499 stand an dieser Stelle ein Handwerkerhaus für Weber und Rotgerber, 1730 die Lebküchlerei des Johann Barthel Plappert mit „zwei Stockwerk und l Stuben“. Mehrere An- und Umbauten veränderten das Anwesen um 1900 stark; prägend waren 1919 der Ausbau des Dachgeschosses und der Einbau von zwei dreiachsigen Zwerchhäusern durch Baumeister Carl Wetter. 1986 mussten sämtliche Rückgebäude bis auf einen Anbau am Haupthaus dem Neubau des Parkhauses Post weichen. Auf dem massiven Erdgeschoss mit Mittelportal ruht ein zweigeschossiger verputzter Fachwerkoberbau mit sieben Fensterachsen. Zwei flache, kartuschenbesetzte Pilaster fassen die mittleren Fenster ein. Der zwölfjährige Albert Lortzing wohnte 1813 mit seinen Eltern in diesem Haus. Eine 1898 über dem Portal angebrachte Tafel erinnert daran. |      |
| Gerbergasse 7 (Standort) Wohn- und Geschäftshaus D-4-63-000-83                   | Das Gerberhaus von 1700, das anstelle eines Vorgängerbaus aus dem Jahr 1499 durch Nicol Schwarz erbaut wurde, wandelte sich 1920 zu dem dreigeschossigen Traufseitbau mit Mansarddach und Zwerchhaus. Christian Renner, der den Umbau durchführte, schuf für den Kaufmann Emil Herr ein Wohn- und Geschäftshaus, das durch den Umbau des Satteldachs zu einem bewohnten Mansarddach nicht mehr an das einstige Gerberhaus mit offenen Lüftungsgauben erinnert. Nach der Verrohrung des Hahnflusses 1967 wurde 1976/77 im Vorderhaus ein Ladengeschäft mit Schaufenstern eingebaut. Das zweite Obergeschoss des Hauses mit einer fünfachsigen Fassade und einem seitlichen Fensterpaar kragt über den ehemals offenen Fluss leicht vor. Der Fassadenschmuck mit Eckpilastern stammt von 1920. |      |
| Gerbergasse 8 (Standort) Wohn- und Geschäftshaus D-4-63-000-115                  | siehe Heiligkreuzstraße 1 |      |

## Glockenberg
| Adresse Bezeichnung Akten-Nr.                                                       | Beschreibung | Foto |
| ----------------------------------------------------------------------------------- | --- | ---- |
| Glockenberg (Lage)                                                                  | Der Straßenname Glockenberg leitet sich von der ehemaligen herzoglichen Glockengießerei Glockenberg 7 her, die dort 1588 von Herzog Johann Casimir eingerichtet wurde. Sie war bis zur Mitte des 19. Jahrhunderts in Betrieb. Am westlichen Glockenberg lag die herzogliche Reitbahn aus dem 16. Jahrhundert. Sie wurde Mitte des 19. Jahrhunderts aufgelassen. Ihre Ummauerung bildet teilweise die Sockel der Doppelanwesen Glockenberg 3/4 und 5/5a. |      |
| Glockenberg 2 (Standort) Wohnhaus D-4-63-000-84                                     | Bis zur Mitte des 19. Jahrhunderts stand dort die Hofschmiede bei der herzoglichen Reitbahn, bereits 1588 vermutet und 1773 durch einen erhaltenen Jahresstein mit Hufeisen belegt. 1834 wurde die Hofschmiede neu gebaut und nach Aufgabe der Reitbahn bis 1872 als Wohnhaus genutzt. Julius von Wangenheim ließ 1876 das ungenutzte Haus abreißen und ein Mietswohnhaus bauen, das mit geringen Veränderungen erhalten ist. Über der Haustür ist eine Gedenktafel für Wilhelmine Schröder-Devrient, die als größte dramatische Sängerin des deutschen Sprachraumes galt, eingelassen. Sie starb in diesem Haus am 26. Januar 1860 während eines Besuches bei ihrer Schwester. Die Tafel stiftete ihr Kollege und Verehrer, der Tenor Joseph Tichatschek. Das zweigeschossige zehnachsige Walmdachhaus wird von einem mittleren Zwerchhaus und vier stehenden Gauben geprägt. Das Obergeschoss ist komplett, das Erdgeschoss zur Hälfte in Fachwerk ausgeführt. Aus dem Dach ragen Schornsteine aus der Erbauungszeit. Im Inneren des Hauses sind die alten Flurtüren und ein Schmuckfußboden erhalten. |      |
| Glockenberg 2 a (Standort) Wohnhaus D-4-63-000-85                                   | Samuel Jacobi, 1881 Kaufmann in Coburg und mit seinem Wirtschaftsgebäude am Glockenberg ansässig, beantragte die Verlegung seiner Handelsniederlassung zum Eckardtsberg und den Umbau des bisherigen Hauses zum Wohnhaus einschließlich Nebengebäude. Carl Grams führte die Arbeiten aus und schuf aus dem vormals eingeschossigen Gebäude einen zweigeschossigen Satteldachbau mit einem Zwerchgiebel in der Mitte. Straßen- sowie Giebelseite sind mit Ziergiebeln geschmückt, die Rosettenornamente und zwei Okuli tragen. 1905 stockte Karl Bärmann das Nebengebäude um einen Trockenboden auf. |      |
| Glockenberg 3/4 (Standort) Doppelhaus D-4-63-000-86                                 | Die Herzogliche Domänenverwaltung ließ 1859 das Grundstück, das bis zu deren Auflassung an die herzogliche Reitbahn grenzte und von ihr durch eine starke Stützmauer getrennt war, von Georg Konrad Rothbart mit einem zweigeschossigen Doppelmietshaus mit Walmdach bebauen. Ein Teil der Ummauerung der ehemaligen Reitbahn blieb erhalten und wurde in das Sockelgeschoss des Baus einbezogen. 1920 war das Haus kurzzeitig im Besitz des Bayerischen Staats- und Forstamts. 1991/92 erhielten die Hauseingänge Vordächer. 1990–1995 erfolgte der Einbau zweier Dachgauben und einer Dachwohnung und 2004 von sechs weiteren Dachgauben. Dominiert wird das Gebäude mit sieben Fensterachsen von zwei um eine Fensterachse vorspringende Treppenhäuser mit flachen Walmdächern. Das Obergeschoss wird betont durch höhere Fenster. Die Schaufassade zur Oberen Anlage hin wird durch zwei mit Türmchen besetzte Zwerchgiebelrisalite gegliedert. Das Obergeschoss schmückt ein Konsolerker über kurzen Diensten, einer Maßwerkbrüstung und einem Zinnenabschluss mit kleiner Altane. |      |
| Glockenberg 5/5 a (Standort) Wohnhaus D-4-63-000-87                                 | Auf dem Restgrundstück der ehemaligen herzoglichen Reitbahn steht der zweigeschossige Stumpf eines aus dem 16. Jahrhundert stammenden Rundturms. 1842 erwarb Staatsrat Heß das Grundstück mit der Auflage es innerhalb von zwei Jahren zu bebauen. Es entstand zunächst eine neugotische Zweiflügelanlage, in deren Südfront der Turmstumpf als Erkervorbau mit verschiefertem Spitzhelm integriert wurde. 1860 folgte die Erweiterung des Hauses durch den Anbau eines nördlichen Flügels. Seit spätestens 1937 befindet sich das Haus im Besitz der Evangelisch-Lutherischen Gesamtkirchengemeinde. Die südwestliche Gebäudeecke der repräsentativen Anlage mit ihrer unverputzten Front zur Oberen Anlage wird durch schmale Eckrisalite und einen Eckbalkon betont. Das zweite Obergeschoss ist von neugotischen Spitzbogenfenstern geprägt. Im Zuge von Umbauten im Inneren und Äußeren des Hauses, die Georg Kempf ausführte, erhielt es 1938 Garagen mit segmentbogigen Einfahrten an der Marienstraße. Jacob Lindner erschloss 1859 mit einem Treppenweg, der Sturms Treppe zum namengebenden, benachbarten Sturm'schen Biergarten, zusätzlich das Hanggrundstück. |      |
| Glockenberg 6 (Standort) Wohnhaus D-4-63-000-88                                     | Die Herzogliche Domänenverwaltung übernahm 1876 die relativ schmucklose Dreiflügelanlage vom Eigentümer, Regierungsadvokat Christian Brenner, der sie 1747 vom Erbauer, dem Maler Andreas Eusebius Berold, gekauft hatte. Die lang gestreckte Westfassade des dreigeschossigen Hauptgebäudes, an den sich rückseitig zwei Flügelbauten anschließen, hat in den Obergeschossen 15 Fensterachsen. Die klassizistische Rahmung der Eingangstür mit einem geraden Sturzgebälk ist einer der wenigen erhaltenen Überreste aus dem frühen 19. Jahrhundert. Seit dem Umbau 1920 zur Seminarübungsschule für Lehrer des Albertinums wurde das Haus ständig verändert. 1924 gehörte es zur Lehreranstalt Marienhausstiftung, 1937 kam es zum Roten Kreuz. Ab 1947 wurden dort Gebrechliche untergebracht und 1958 die bisherigen Großwohnungen zu kleineren Wohneinheiten umgebaut und der Anschluss an das benachbarte neue evangelische Gemeindezentrum an der Unteren Realschulstraße vollzogen. |      |
| Glockenberg 6 a (Standort) Villa, ehem. Sturm'scher Biergarten D-4-63-000-89        | Otto Leheis baute 1902 die Villa im historisierenden Jugendstil auf dem Gelände des ehemaligen Sturm'schen Biergartens, der für den Eigenheimbau neu parzelliert worden war. 1909 kaufte der Töpfermeister Ferdinand Bätz die Villa, die mit ihrer Fassade zur Marienstraße hin steht. Das malerische Aussehen erhält der Bau durch spitzgieblige Dachflächen, Erker, Schindelverkleidung, Fachwerk und zwei polygonale Erker auf der straßenseitigen Giebelfront. Das Fachwerk mit rautenförmig geteilten Feldern ist barocken fränkischen Vorbildern nachempfunden. In das Dach ist eine Eckveranda auf Holzstützen eingelassen. Der Eingangsbereich mit einem gekehlten Türrahmen in Sandstein befindet sich unter einem verschindelten Walmdachüberbau, der in die große Dachfläche des ebenfalls verschindelten Oberbaus übergeht. Ein gerundeter Erker mit Satteldach schmückt das Erdgeschoss der rechten Hausseite. |      |
| Glockenberg 7 (Standort) Forst- und Domänenamt, ehem. Glockengießerei D-4-63-000-90 | Die Herzogliche Domänenverwaltung erwarb 1874 die Gebäude der ehemaligen Herzoglichen Glockengießerei aus dem Jahr 1619, die der Flur und der Straße den Namen gab. Die Gießerei ging 1833 in Privatbesitz über und wurde 1855 stillgelegt, worauf der herzogliche Baurat Vincenz Fischer-Birnbaum das Gebäude erwarb und es 20 Jahre als Wohnhaus nutzen ließ. 1879 veranlasste die Domänenverwaltung den Abriss der Gebäude und ließ sie von Julius Martinet über einem L-förmigen Grundriss neu erbauen. Das Bayerische Forst- und Domänenamt Coburg hat seit 1928 seinen Sitz in dem neugotischen Satteldachbau. Die Ecken des über einem Untergeschoss zweigeschossigen Haupttrakts tragen an der Dachkante angesetzte Polygonaltürmchen. Die Traufseite wird durch einen Zwerchhausrisaliten betont, aus dem im zweiten Obergeschoss ein zweiachsiger Kastenerker auf Konsolen ragt. Das Portal an der rechten Eingangsseite ist von einer viersäuligen Balusteraltane überbaut, deren Achse sich nach oben hin in drei Maßwerkfenstern und einem Giebel mit kleinem Treppenaufsatz fortsetzt und so Motive aus dem spätmittelalterlichen Rathausbau in vereinfachter Form aufnimmt. Aus der linken Giebelfront ragt im zweiten Obergeschoss ein polygonaler Kastenerker hervor. An den Hauptflügel schließt sich winkelförmig der Nebenflügel an, der die Elemente des Haupttrakts weiterführt. |      |
| Glockenberg 7 a (Standort) Villa D-4-63-000-92                                      | Wie das Haus Glockenberg 6a steht auch diese 1902 von Otto Leheis erbaute Villa auf dem Areal des ehemaligen Sturm'schen Biergartens. Das eingeschossige Haus mit hohem Walmdach und historisierendem Dekor erhielt straßenseitig 1910 eine Veranda unter dem vorhandenen geschwungenen Zwerchhaus, dessen oberes Dreierfenster in das 1994/95 zu Wohnzwecken ausgebaute Dachgeschoss reicht. An der Gartenseite befindet sich ein Treppenhausrisalit mit Satteldach, während die Nebenseite durch einen breiten Risalit mit dreifach vorspringendem Zwerchhaus und einem flachen Konsolerker geprägt wird. Fenster und Türen des Hauses sind von geschweiften Rahmen umgeben. Im Garten steht eine Steinlaterne mit offenen Bögen, etwa aus dem Jahr 1910. |      |
| Glockenberg 8 (Standort) Villa D-4-63-000-91                                        | Diese Mietsvilla mit neugotischem Zinnenkranzturm plante 1872 Hans Rothbart für Steuerrat Rudolph Othberg. 1873 wurde hinter dem Wohnhaus ein Stallgebäude angefügt und 1879 daneben ein Gewächshaus in Glas-Eisen-Konstruktion, das jedoch 1936 wieder entfernt wurde. Ziegel mit Sandsteingliederungen prägen das Erscheinungsbild des Hauses, das auf einem hohen Quadersockelgeschoss steht. Es entspricht mit seinen zwei Satteldachflügeln und je einem kräftig vorspringenden Zwerchhausrisalit dem in Coburg geläufigen Villentypus dieser Zeit, wobei der Gartenrisalit noch zusätzlich von einem dreiseitigen Ziererker mit Altane und Maßwerkbrüstung hervorgehoben wird. Ein hölzerner Windfang, dessen Verglasung aus der Ursprungszeit erhalten ist, schützt den Eingang neben der Giebelfront. |      |

## Goethestraße
| Adresse Bezeichnung Akten-Nr.                     | Beschreibung | Foto |
| ------------------------------------------------- | --- | ---- |
| Goethestraße (Lage)                               | Vormals hieß die vom Ernstplatz nach Süden führende Straße Angerstraße. Sie war ein Teil der Unteren Anlage, deren nördlicher Abschnitt die heutige Viktoriastraße bildet. Anlässlich von Goethes 200. Geburtstag 1949 erhielt die Angerstraße ihren heutigen Namen. Die Verbindung mit dem Ketschenanger erfolgte in den 1970er Jahren mit dem Abbruch des Hauses Ahorner Straße 9. |      |
| Goethestraße 1 (Standort) Wohnhaus D-4-63-000-93  | Das Grundstück an der Kreuzung Zinkenwehr/Goethestraße (früher Fischersgasse) ist seit 1424 bebaut. Seit 1865 steht dort ein Wohnhaus, das Hofbaurat Carl Friedrich Wilhelm Streib für den Schreinermeister Johann Carl Sigmund Krämer entworfen und gebaut hat. Formen der Neugotik bestimmen das Äußere des giebelständigen Satteldachbaus durch sechs Fensterachsen, die im Erdgeschoss als Segmentbogenfenster und im Ober- und Dachgeschoss als Rechteckfenster ausgeführt sind. Das Haus ist komplett verschiefert, einschließlich des Eingangs-Zwerchhausrisalits an der Traufenseite, dessen gegenüber drei Spitzbogenfenster im Obergeschoss sowie einen Balkon auf Knaggen ausweist. Seit 1903 ist die Stadt Eigentümerin des Hauses und ließ es mehrmals umbauen, schließlich zum Mehrfamilienhaus. |      |
| Goethestraße 5 (Standort) Wohnhaus D-4-63-000-94  | Das stattliche neugotische zweigeschossige Satteldach-Eckhaus an der Kreuzung Goethestraße/Zinkenwehr wurde 1870 von Bernhard Felber errichtet. Die Fassade an der Goethestraße ist wie die Fassade am Zinkenwehr in der Mitte durch einen Zwerchhausrisalit gegliedert. Die Hausecke ist abgeschrägt und durch einen Runderker mit Altane besetzt. Ein Zwerchhaus mit flachem Treppengiebel krönt die Ecke. Das ursprüngliche Schieferdach wurde 1972 durch eine Ziegeleindeckung ersetzt. Der durch einen Windfang in Eisen-Glas-Konstruktion geschützte Hauseingang befindet sich an der Goethestraße. 2010 wurde das Gebäude saniert und wieder mit einem Schieferdach ausgestattet. |      |
| Goethestraße 7 (Standort) Wohnhaus D-4-63-000-95  | Ein Jahr vor dem Nachbarhaus Nr. 5 erbaute Bernhard Felber 1869 auch das zweigeschossige neugotische traufständige Wohnhaus mit Satteldach. Die Fassadengliederung entsprach ursprünglich der des Hauses Nr. 5, büßte jedoch ihre auf den mittleren Zwerchhausrisalit ausgerichtete Symmetrie bei einer Erweiterung um eine Fensterdoppelachse im Jahr 1899 ein. Alle Fenster der Straßenfront sind durch Segment- oder Blendbogen zu Paaren zusammengezogen und im Risalit durch eine Brüstung und Reliefbüsten geschmückt. Die linke Giebelseite ist völlig glatt, die linke hat durch den späteren Anbau dekorative Elemente erhalten. Über einem zweigeschossigen Erker springt ein Balkon auf der Trauflinie zurück. Bauliche Veränderungen ließ der Kaufmann Eduard Schöner durchführen. Die Jugendstilausstattung im Inneren aus dem Jahr 1885 ist weitgehend erhalten, während bei der jüngsten Instandsetzung einige Buntglasfenster aus dieser Zeit entfernt wurden. |      |
| Goethestraße 9 (Standort) (abgebrochen)           | [Das zweigeschossige Wohn- und Lagerhaus entstand 1911 als massiver Putzbau mit Satteldach im barockisierenden Heimatstil anstelle eines Gartenhauses für den Hofschlachter Emil Köhler. Es war durch ein Mansarddach und Garageneinbauten, ursprünglich Eiskeller und Stallungen, gekennzeichnet. Ein ehemaliges Waschhaus war angebaut. Im August 2010 wurde das Gebäude in die Denkmalliste eingetragen. Im Juni 2012 folgte der Abbruch für eine neue Quartierbebauung mit einer Tiefgarage.] |      |
| Goethestraße 11 (Standort) Wohnhaus D-4-63-000-96 | 1861 entstand durch Paul Gehrlicher dieses neugotische Walmdach-Eckhaus an der Einmündung der Casimirstraße in die Goethestraße, das 1896 von Georg Meyer aufgestockt wurde. Zwei Flankentürme neben dem Zwerchhaus und zwei Dachgauben rahmen die Frontseite ein. Das Dach ist mit Spitzhelmen, Wetterfahnen und schmiedeeisernen Verzierungen versehen. Das zweigeschossige Satteldachhaus zeigt an seiner Hauptfassade zur Casimirstraße ein Eckzwerchhaus ohne Risalit. Die abgeschrägte Ecke an der Straßenmündung hat einen Balkon auf Konsolen, über dem zwei Gauben mit geschwungenen Zeltdächern das Element vervollständigen. Die Fassade ist durch Pilaster um einfache und doppelte Fenster gegliedert. Die linke zweiachsige Giebelseite schließt ein getrepptes Giebelfeld ab. |      |
| Goethestraße 13 (Standort) Wohnhaus D-4-63-000-97 | Hermann Kühn baute 1874 dieses neugotische Eckwohnhaus, das durch zwei Risalite geschmückt ist. Das Haus, in Ziegel mit Sandsteingliederungen ausgeführt, steht am westlichen Rand der Ketschenvorstadt. 1883 erweiterte Hans Rothbart das Gebäude für den Freiherrn Carl von Stockmar durch eine Altane auf der Nordseite. Vereinfachende Reparaturen des kriegsbeschädigten Hauses, die das ursprüngliche Satteldach durch ein Walmdach ersetzten, nahmen dem Haus seinen ursprünglichen Charakter. Die nördliche Seitenfassade ist durch eine Altane mit Maßwerkbrüstung geschmückt, darüber ragt ein zweigeschossiger Erker heraus. Die Fassadenmitte wird durch Dreiergruppen von Fenstern und zwei Wappenschilde betont. |      |

## Grafengasse
| Adresse Bezeichnung Akten-Nr.                                                               | Beschreibung | Foto |
| ------------------------------------------------------------------------------------------- | --- | ---- |
| Grafengasse (Lage)                                                                          | Die Grafengasse, erstmals 1539 erwähnt, führt vom nordwestlichen Pavillon der Ehrenburg am Anfang der Herrngasse nach Norden zum Salzmarkt. Der Name weist auf die soziale Schicht des niederen Adels hin, die seit dem Bau der Ehrenburg als Stadtresidenz im Umkreis des Herzogs wohnten. Die Häuser auf der Ostseite der Grafengasse wurden 1826–1828 bei der Anlage des Schloßplatzes abgebrochen. |      |
| Grafengasse 1 (Standort) Wohn- und Geschäftshaus D-4-63-000-98                              | Seit 1540 ist dort ein Haus nachgewiesen, das 1678 für den Kanzleidiener Johann Daniel Friede um zwei Stockwerke und im 19. Jahrhundert um ein weiteres auf heute vier Geschosse erhöht wurde. 1859 kam das Haus in herzogliches Privateigentum. 1862–1867 wohnte in diesem Haus der herzogliche Bauinspektor Jacob Lindner. Ein Gesims setzt das Erdgeschoss nach oben hin ab. Der Eingang ist nach links versetzt. Das erste Obergeschoss enthält größere Fenster. Die Fassade wird durch Dreier- und Zweiergruppen von Fenstern beherrscht, die im ersten und zweiten Obergeschoss durch gemeinsame Verdachungen zusammengefasst sind. Da die Fenster des dritten Obergeschosses unmittelbar unter dem Traufgesims des flachen Satteldaches sitzen, ist eine Fachwerkkonstruktion anzunehmen. |      |
| Grafengasse 4 (Standort) Wohn- und Geschäftshaus D-4-63-000-100                             | 1573 wurde das viergeschossige Traufseithaus im Häuserbuch der Stadt erstmals erwähnt. 1608 befand es sich im Besitz des Amtsschössers Conrad Feustling, im 18. Jahrhundert der Familie Christ. Ein Rundbogen im massiven Erdgeschoss markiert die ehemalige Einfahrt. An ihrer Stelle trat im frühen 18. Jahrhundert ein Portal mit Doppelflügeltür. Jedes Türblatt schmückt ein Rosettenfries mit Türzieher. Über dem Erdgeschoss ist das Haus in Fachwerk ausgeführt, wobei zwei Bauphasen erkennbar sind. Das erste und zweite Obergeschoss stammen aus dem Jahr 1608, das dritte Obergeschoss aus dem Jahr 1717. Ursprünglich besaß das Wohn- und Geschäftshaus rückwärtig ein hölzernes Treppenhaus mit einer Wendeltreppe und einer offenen Galerie. Diese Erschließung wurde 1952 abgerissen. Im Ladengeschäft sind Unterzüge und Mittelstützen aus dem 17. Jahrhundert erhalten. |      |
| Grafengasse 5 (Standort) Wohn- und Geschäftshaus D-4-63-000-101                             | Das im Gegensatz zu Nr. 4 nicht aufgestockte dreigeschossige Traufseithaus stammt in seinem Kern aus dem 16. und 17. Jahrhundert. 1727 kaufte es der Hof- und Konsistorialrat Johann Sebastian Christ, der es erneuern ließ. In dieser Zeit entstanden die Fachwerk-Obergeschosse, deren Ständer und Riegel eine quadratische Felderung ergeben. Auf dem flachen Satteldach sitzt eine Schleppgaube. 1910 wurden die Erdgeschossfenster vergrößert. |      |
| Grafengasse 6 (Standort) Wohn- und Geschäftshaus, ehemaliges Kaufhaus Montag D-4-63-000-102 | Auch dieses Haus, das seit 1603 von Hofbeamten bewohnt wurde, erhielt 1704 ein drittes Geschoss. 1872 zog die Coburg-Gothaische-Credit Gesellschaft ein und passte die Räumlichkeiten den Anforderungen ihrer Verwaltung an. Das bis dahin sichtbare Fachwerk wurde verputzt, der Eingang aus der Mitte nach links versetzt und die Erdgeschossräume zu Büros umgebaut, sowie ein zweigeschossiger Kastenerker auf Konsolen im Stil der Neurenaissance angefügt. 1952 kam es erneut zu stark verändernden Umbauten. So wurde das Dachgeschoss ausgebaut und eine erdgeschossige Verbindung mit dem rückwärtigen Gebäude Salzmarkt 5 geschaffen. Das Erdgeschoss wurde Ausstellungsraum des Kaufhaus Patrizier, das später das Kaufhaus Montag wurde und dann geschlossen wurde. Ein großes Schaufenster und eine zweite Tür anstelle von drei Fenstern wurden auf der rechten Seite eingebaut. 1975 brachte eine erneute Umgestaltung des Erdgeschosses mit einem zweiten Ladeneingang und einem Natursteinsockel. |      |
| Grafengasse 6 (Standort) Wohn- und Geschäftshaus D-4-63-000-102                             | siehe Salzmarkt 5 |      |
| Grafengasse 7 (Standort) Wohn- und Geschäftshaus D-4-63-000-103                             | Bereits seit dem 13. Jahrhundert trennt diese Hofstätte den Salzmarkt vom Ende der Grafengasse. Dort verlief die Stadtmauer und das Grundstück ist dementsprechend zugeschnitten. Ein festes Haus mit Laden wurde Ende des 18., Anfang des 19. Jahrhunderts errichtet und 1868 von Georg Meyer im Auftrag von Konditor Rudolf Carl Zuge verändert, der Laden im Erdgeschoss wurde in eine Wohnung umgebaut und an der Fassadenseite zum Salzmarkt hin wurden die Eingangstür und die Treppenstufen zum Laden entfernt, eine Brüstung angelegt und die ehemaligen Schaufenster durch Pilaster unterteilt. 1911 erfolgte durch Georg Kempf, der auch wieder einen Laden einbaute, eine Neugestaltung in historistischer Manier mit glatt verputzten Obergeschossen. An das freistehende Hauptgebäude mit drei zu vier Fensterachsen schließen sich zwei traufständige Nebengebäude in verputzter Fachwerkkonstruktionen auf massivem Erdgeschoss aus dem 17. oder 18. Jahrhundert in die Straßenflucht der Grafengasse vorspringend an, deren Front von den Umbauten von 1868 und 1911 mit Pilastern geprägt sind. Das alte Haus besaß 1730 zwei Stockwerke und einen Innenhof mit heute geschlossenen Holzaltanen. |      |

## Große Johannisgasse
| Adresse Bezeichnung Akten-Nr.                                                               | Beschreibung | Foto |
| ------------------------------------------------------------------------------------------- | --- | ---- |
| Große Johannisgasse (Lage)                                                                  | Die Existenz einer Badestube mit Bezug zu Johannes dem Täufer im Haus Kleine Johannisgasse 6 gab der Großen Johannisgasse ihren Namen. Sie führt in einer leichten Krümmung von der Spitalgasse nach Osten zur Theatergasse. |      |
| Große Johannisgasse 3 (Standort) Wohn- und Geschäftshaus D-4-63-000-104                     | Das dreigeschossige Eckhaus mit Walmdach gehörte 1730 Johann Philipp Breithaupt. Das Grundstück ist seit 1466 mit einem Wohnhaus bebaut. 1853 bis 1854 und 1864 bis 1866 nutzte es das Mädchengymnasium Alexandrinum. Das bis dahin verputzte Haus wurde 1895 renoviert, wobei das Fachwerk freigelegt und erneuert wurde, ebenso das Dach. Fünf Achsen auf der Giebelseite und acht auf der Traufseite bestimmen das Aussehen des Gebäudes mit Sandsteinsockel, das von der rechten Ecke der Stirnseite her erschlossen wird. Im linken Erdgeschosseck befindet sich ein Laden. In diesem Haus wurde 1780 Philipp Carl Gotthold Karche geboren. Der Stadtarchivar, Heimatforscher und Schulmeister lebte dort bis 1811 und zog dann in das Haus Große Johannisgasse 6. |      |
| Große Johannisgasse 4 (Standort) Wohn- und Geschäftshaus D-4-63-000-106                     | Erstmals 1730 wurde eine Hausbebauung auf diesem Grundstück erwähnt, als dessen Eigentümer Johann Georg Schilling genannt wird. Das heutige Erscheinungsbild des damals bereits dreigeschossigen Walmdachhauses entstand 1898 durch den Umbau des Erdgeschosses zu einem Laden durch Georg Meyer. Der Hofinstrumentenmacher Georg Hofmann betrieb den Laden mit breiten Schaufenstern und mittigem Eingang. Fünf gleichmäßige Fensterachsen im verputzten Fachwerk der Obergeschosse gliedern die Fassade. Ein 1705 angebautes Rückgebäude ist durch eine zweigeschossige Holzaltane mit dem Haupthaus verbunden. Dieses Nebengebäude und das Dachgeschoss wurden 1994 zu Kleinwohnungen umgebaut. |      |
| Große Johannisgasse 5 (Standort) Gedenktafel für Kammerrat Christian Zizmann D-4-63-000-105 | 1832 übernahm Christian Zizmann (1789–1847) dieses Haus und ließ die Fassade abändern. Anlässlich seines 100. Geburtstages ließ der Kunst- und Gewerbeverein 1890 eine Gedenktafel am Haus anbringen, die die besonderen sozialen Leistungen Zizmanns würdigt. Der 1846 zum Kammerrat ernannte ehemalige Revisor in der Regierungskanzlei und Rentmeister gründete 1832 die Gewerbe-Witwen-Kasse. |      |
| Große Johannisgasse 6 (Standort) Wohn- und Geschäftshaus D-4-63-000-107                     | Ursprünglich stammt dieses Haus aus dem 15. Jahrhundert und wurde 1703 von Heinrich Christoph Hofmann umgebaut. Es bestand zu dieser Zeit bereits aus drei Stockwerken mit vier Stuben, einem Laden und einem Keller. Der Zahntechniker Heinrich Borneff ließ das traufständige Satteldachhaus 1874 von Baumeister Friedrich Francke umbauen. Dabei wurde das Erdgeschoss grundlegend verändert, indem aus der Stube ein zweiter Laden, der bisher außen liegende Kellerabgang nach innen verlegt und an seiner Stelle eine neue Tordurchfahrt zum Hofbereich angelegt wurde. Hofzimmermeister Georg König errichtete gleichzeitig ein neues Rückgebäude mit vier Stockwerken. Die Fassade, die aus der rückwärtigen Baulinie des benachbarten Zeughauses vorspringt, weist seit 1928 fünf gleichmäßige Fensterachsen über einem Ladeneinbau mit mittigem Eingang und zwei große Schaufenster auf. In dieser Zeit wurde auch das Dachgeschoss für Wohnzwecke hergerichtet und erhielt eine zweiachsige Gaube. Das Fachwerk der Obergeschosse ist verputzt. 1946 wurde die Schaufensterlage im Erdgeschoss erneut geändert. Philipp Carl Gotthold Karche, Coburger Stadtarchivar, Schulmeister und Heimatforscher lebte von 1811 bis zu seinem Tod 1854 in diesem Haus. An ihn erinnert eine 1930 anlässlich seines 150. Geburtstags angebrachte Tafel. Der Maler Karl Friedrich Borneff lebte und arbeitete lange Zeit in den vier Stockwerken des Rückgebäudes. |      |

## Gustav-Freytag-Weg
| Adresse Bezeichnung Akten-Nr.                                       | Beschreibung | Foto |
| ------------------------------------------------------------------- | --- | ---- |
| Gustav-Freytag-Weg (Lage)                                           | Von der Unteren Klinge aus, an der Nordlehne vorbei zunächst als Treppenweg und weiter als steile Fahrstraße führt der Gustav-Freytag-Weg bis zur Nordseite der Veste. 1916, anlässlich seines hundertsten Geburtstags, wurde der Weg nach Gustav Freytag benannt, der als viel gelesener Dichter seiner Zeit mit Herzog Ernst II. befreundet war und sich oft in Coburg und auf Schloss Callenberg aufhielt. Der Weg führt im oberen Teil als Fahrstraße sowie parallel dazu als Wanderweg entlang dem bewaldeten Festungshang bergauf. |      |
| Gustav-Freytag-Weg (Standort) Gustav-Freytag-Brunnen D-4-63-000-644 | An dem Wanderweg, der parallel zur Fahrstraße nördlich der Veste verläuft, ließ die Hahnweg-Gemeinde bereits 1909 eine kleine Bergquelle fassen. Als Brunnenstock und Dichterdenkmal dient ein Felsbrocken mit dem Bronzerelief Freytags, das ein unbekannter Künstler gestaltete. 1979/80 wurden Brunnen und Umfeld neu hergerichtet. |      |
| Gustav-Freytag-Weg 14 (Standort) Villa Borneff D-4-63-000-642       | Franz Obenauf ließ 1932 eine Villa mit Walmdach und übergiebeltem Treppenhausrisalit für Ida Borneff errichten. Auf dem Grundstück stand bereits seit 1878 ein Gartenhaus. Das Haus am Hang wird dominiert von einem großen Dreiecksgiebel mit Wappen über dem die dreiachsige traufseitige Front teilenden Risaliten sowie zwei großen Sprossenfenstern im Obergeschoss. 2002/03 wurden die Fenster erneuert, das Dachgeschoss ausgebaut und Dreiecksgauben aufgesetzt. |      |
| Gustav-Freytag-Weg 17 (Standort) Gartenhaus D-4-63-000-643          | Nur ein Gartenhaus durfte auf dem ursprünglich über 14000 m² großen Hanggrundstück errichtet werden, das, der Überlieferung nach, die Coburger Herzöge seit Ende des Dreißigjährigen Krieges an verdiente Hofleute als Lustgarten verliehen. Das Gartenhaus, das seit 1723 dort steht und von Johann Appel erbaut wurde, erhielt 1935 die Villa des Fabrikanten Max Müller als Nachbarin. Das zweigeschossige Gartenhaus ist über eine hangseitige Vordertreppe zugängig. Das Zeltdach dürfte zu dieser Zeit noch mit Hohlziegeln gedeckt gewesen sein, die nach einem Besitzerwechsel 1970 Tonpfannen weichen mussten. Gleichzeitig erhielt das Haus eine hölzerne Laube und Treillagen zum nördlich davor liegenden Tal, die die ursprüngliche erdgeschossige schmale toskanische Säulenvorhalle optisch nicht mehr zur Geltung kommen lassen. |      |
| Gustav-Freytag-Weg 18 (Standort) Villa D-4-63-000-982               | Das eingeschossige Wohnhaus mit quadratischem Grundriss errichtete Ferdinand Meyer 1912. Im Jahr 2010 wurde der verputzte Walmdachbau in die Denkmalliste aufgenommen. |      |
| Gustav-Freytag-Weg 23 (Standort) Villa D-4-63-000-108               | Carl Kleemann entwarf die Baueingabepläne der Villa, er konnte sie aber bis zu seinem Tod 1902 nicht mehr umsetzen. Aufbauend auf Kleemanns Vorplanung errichtete der Stadtbaumeister Max Böhme dann im Jahre 1904 die hochgiebelige malerische Fachwerkvilla als eigenes Wohnhaus. Während Unter- und Erdgeschoss des Satteldachbaus aus massiven Mauern bestehen, kragt die geschnitzte Fachwerkkonstruktion des Obergeschosses mit dreiachsigen Filialgiebeln auf der südwestlichen Seite stark vor, daneben eine Veranda. „Sonne und Luft, Licht und Leben“ steht in gotisierenden Buchstaben auf dem Schwellbalken für das Programm des Hauses. Die zu Straße weisende Eingangsfront dominiert ein fünfseitiger Treppenturm, dessen Obergeschoss und Giebelspitze verschiefert sind. Ein Rundbogenportal und ebensolche Fenster öffnen den Windfang. Von Beginn an schmückt ein großes Florian-Bild von Max Brückner die Stirnseite des Turms. Geschützt wird das Bild seitlich durch Bleche und von oben durch ein gotisierendes Dreibergblechdach. Das Haus, das von Böhmes Töchtern dreigeteilt worden war, erhielt 1980–1988 durch die von der herzoglichen Familie veranlasste Sanierung seine ursprüngliche Aufteilung zurück. Die Innenausstattung ist ebenso vorzüglich restauriert worden, wie das Äußere. Detailreiche Jugendstilformen kennzeichnen Diele und Treppenhaus, in dem die Treppenwange als Sitzbank mit Dorsalie ausgeführt ist. Zahlreiche Buntverglasungen, Tür- und Spiegelrahmungen, Stuckdekor als Supraportenmotiv im Wohnzimmer mit einer bemalten Holzfelderdecke und die Stuckdecke im Esszimmer vervollkommnen das Jugendstil-Interieur. |      |
| Gustav-Freytag-Weg 24 (Standort) Gartenhaus D-4-63-000-110          | Das Walmdach dieses kleinen, eingeschossigen Gartenhauses ist traditionell mit Hohlziegeln gedeckt. Flache Segmentbögen überspannen Fenster- und Türöffnungen. In einer Ecke ragt ein hoher Schornstein empor, der die Lage der Feuerstelle im Inneren markiert. Das Häuschen mit seinem quadratischen Grundriss stammt aus dem 18. oder 19. Jahrhundert. In Coburg sind insgesamt sechs Häuser dieses Bautyps erhalten (siehe auch: Adamiberg 6, Eupenstraße bei Nr. 94, Floßstegstraße 5, Obere Klinge 4, Seifartshofstraße 22) |      |
| Gustav-Freytag-Weg 25 (Standort) Wasserbehälter D-4-63-000-109      | Unter einem Erdhügel und etwas von der Straße zurückgesetzt befindet sich ein Wasserbehälter, der 1891 ein Portal im Stil der Neurenaissance erhielt. Stilelement ist dort vor allem ein kräftiges Bossenwerk. Das Rundbogenportal schließt oben ein aufwändig gearbeiteter Keilstein ab, der direkt in das gerade Abschlussgebälk übergeht, dem eine volutengestützte Ädikula aufgesetzt ist. Darüber befindet sich ein Dreiecksgiebel, der das Mohrenwappen mit der Jahreszahl zeigt. Seitlich davon ruhen Kugeln an den Enden des Abschlussgebälks. Der kleine Platz dem Portal wird von gestuften Wangen eingefasst. |      |

## Gymnasiumsgasse
| Adresse Bezeichnung Akten-Nr.                                        | Beschreibung | Foto |
| -------------------------------------------------------------------- | --- | ---- |
| Gymnasiumsgasse (Lage)                                               | Die vom Kirchhof zum Steinweglein führende Gasse hieß bis zur Errichtung des Gymnasiums Casimirianum 1605 Kleines Kirchgäßlein. Seit 1605 ist der Name Gymnasiumsgasse gebräuchlich. |      |
| Gymnasiumsgasse 1 (Standort) Wohnhaus D-4-63-000-645                 | Über dem massiven Erdgeschoss des dreigeschossigen, traufständigen, sechsachsigen Satteldachhauses erheben sich zwei verputzte Fachwerkgeschosse. Das Mietswohnhaus ist das Ergebnis häufiger, an den jeweiligen Verwendungszweck gebundener An- und Umbauten. Das erste dortige, urkundlich bekannte Anwesen aus dem Jahr 1397 war ein Ratslehen mit Braugerechtigkeit. Im Laufe der Zeit wohnten dort Zentgrafen, Bürgermeister und Vikarier, von 1597 bis 1622 Peter Sengelaub, Baumeister und Hofmaler Herzog Johann Casimirs. 1730 gehörte das alte Haus mit einem kleinen Keller dem Schneider Johann Popp. Das Hintergebäude wurde für den Koch Jacob Eckardt neu gebaut und das Haupthaus erhielt einen Gewölbekeller und eine Einfahrtsdiele. 1865 beauftragte der Posamentier Heinrich Mayfeld Baumeister Georg Meyer mit dem Ausbau des linken Rückgebäudes, in das 1881 eine Backstube des Bäckermeisters und Hoflieferanten Hermann Schumann kam. Der Laden im Vorderhaus wurde 1902 und 1927 erweitert und 1939 im nördlichen Flügelbau anstelle des alten Holzofens ein moderner Dampfbackofen eingebaut. Bereits 1919 hatte das Dach des Hauses Schleppgauben erhalten und war zu Wohnzwecken ausgebaut worden. |      |
| Gymnasiumsgasse 2 (Standort) Gymnasium Casimirianum D-4-63-000-111   | Gegenüber der Morizkirche, auf dem Eckgrundstück zur Neugasse, stand bis 1601 das 1496 als Getreidespeicher erbaute Ratskornhaus. Herzog Johann Casimir ließ es abreißen und bis 1605 von Nikolaus Bergner und Peter Sengelaub, der im gegenüber liegenden Haus Nr. 1 wohnte, eine „Hohe Schule mit Convictorium“ (Internat) erbauen, die später zu einer Universität ausgebaut werden sollte. Erst 1803 erfolgte die Umwandlung in ein Gymnasium und erhielt den Namen „Gymnasium Casimirianum“. Für Bergner war es der zweite seiner insgesamt drei Coburger Prachtbauten. Der Bau der 'Regierungskanzlei war gerade abgeschlossen, der des Zeughauses sollte folgen. Der zweigeschossige Satteldachbau im Stil der Renaissance wird bestimmt durch eine Sechserreihe Zwerchhäuser mit reich gegliederten Schweifgiebeln und jeweils einer Pyramide als spitzen Abschluss. Beide dreigeschossigen Giebelseiten sind sehr schmuckvoll mit Volutenspangen und jeweils fünf Pyramiden auf den Enden der Geschossteilungen ausgeführt. In den acht zu drei Fensterachsen befinden sich in den Obergeschossen große Fenster mit Mittelpfosten, nur an den Giebelseiten sind die mittleren Fenster einfach. Das Erdgeschoss wird von einem etwa mittig angelegten Rundbogenportal aus überschnittenen Rundstäben zweigeteilt, dessen Gebälk mit Architrav, Wulst und Gesims auf Konsolen ruht. Links von dieser Pforte befindet sich ein Einfahrtsportal mit niedrigem, von geschnürten Blattvolutenkonsolen getragenem Rundbogen, der von einem Gesims mit Eierstab und Zahnschnitt abgeschlossen wird. An der Nordostecke, der Kirche zugewandt, steht in Höhe des Obergeschosses die Steinfigur des Gymnasiumstifters Herzog Johann Casimir, 1638 von Veit Dümpel erneuert. Ursprünglich war die Giebelseite rechts der Figur mit den Bildern berühmter Wissenschaftler bemalt. Rückseitig befindet sich der den Dachfirst um anderthalb Stockwerke überragende polygonale Treppenturm mit steinerner Wendeltreppe, Zwiebelhaube und Laterne, in der das Gymnasiumsglöckle hängt. In der Aula des Gymnasiums befinden sich Holztafelbilder mit den Allegorien der sieben Tugenden. Durch zahlreiche Um- und Anbauten im Laufe von 400 Jahren und Abrisse umliegender Bürgerhäuser entstand der heutige Gymnasiumskomplex. Die letzten Erweiterungen waren 1961 der Bau einer Turnhalle mit Pausenhalle an der Neugasse und 1986–1988 eines weiteren Schulgebäudes mit Musikzimmer in Richtung Ketschengasse. |      |
| Gymnasiumsgasse 3 (Standort) Wohnhaus D-4-63-000-646                 | Der 1395 entstandene Ursprungsbau diente bis 1520 als Absteige der Augustinereremiten und wurde 1611 zum Wohnhaus des ersten Direktors des Casimirianums, Andreas Libavius, umgebaut. Nach dessen Tod wurde er Stadtquartier von Adligen und Hofbedienten, bis er 1730 in den Besitz des Advokaten Johann Casimir Repert kam. Damals war es ein dreigeschossiges Haus mit Mittelbau, fünf Stuben, einem Keller und Stall. Wagnermeister Johann Georg Langbein erwarb das Anwesen 1837 und ließ eine Schlosserwerkstatt im Rückgebäude einbauen. 1911 kaufte der Bildhauer Max Beyersdorf das Haus, ließ es aufstocken und wandelte die Werkstatt als Atelier um. Sieben Fensterachsen, ein Erd- und Obergeschoss trennendes Wasserschlaggesims, die gekehlte Dachtraufe, eine zweiachsige Gaube und ein Portal mit zwei gefelderten Flügeln verleihen dem dreigeschossigen Haus den Eindruck einer noblen Lässigkeit. Der in Fachwerk gehaltene Innenhof wurde im 19. Jahrhundert durch An- und Einbauten verkleinert. |      |
| Gymnasiumsgasse 5 (Standort) Wohnhaus, Jean-Paul-Haus D-4-63-000-112 | Dieses Grundstück ist seit 1349 bebaut. Im 15. Jahrhundert entstand hinter dem Vorderhaus ein Rückgebäude, das als ehemalige Niederlassung des Unteren Konvents der Beginen gilt. Nach 1605 wurde das Gebäude um einen Seitenflügel erweitert und noch vor 1700 das Vorderhaus unter dem damaligen Besitzer Johann Georg Ziegenspeck weitgehend neu errichtet. Ab 1700 gehörte das Anwesen dem Arzt Dr. Andreas Elias Büchner und wird als „halb neu, halb alter Bau von 3 Stockwerk mit 8 Stuben, 2 Gewölben, 2 Keller und einem l Stall“ beschrieben. 1820 erfolgte nach einem weiteren Besitzerwechsel der Anbau des Rückgebäudes im anschließenden Zwingergarten und die Nutzung des Hauses als Mietswohnhaus. Der Dichter Jean Paul wohnte dort in den Jahren 1803 und 1804. Eine Gedenktafel an der Fassade erinnert an ihn. 1854/55 ließ Regierungsrat Hermann Rose die Obergeschosse zur Südseite verbreitern und drei stichbogige Fenster im Erdgeschoss einbauen, hinter denen sich eine Folge von gewölbten Zellen der Beginen befand. Die dreigeschossige Fassade ist aus Sandsteinquadern aufgeführt, das Satteldach mit einer Schleppgaube versehen. Zwei Seiten- und ein Mittelpilaster, die in der Mitte des Erdgeschosses auf gedrungenen Sockeln sitzen, teilen die Fassade in zwei Hälften, in der rechten befindet sich unter profiliertem Rundbogen mit Rollwerkscheitelstein eine Hofeinfahrt. Die linke Erdgeschosshälfte weist ebenfalls einen baugleichen Rundbogen auf, dessen Durchgang jedoch vermauert und mit einem Rechteckfenster versehen wurde. Vom versteckt abseits gelegenen Hausgarten eröffnet sich ein schöner Blick auf die Morizkirche und den noch existierenden Teil der Zwingermauer der inneren Stadtbefestigung. In der nach Osten gewandten Schmalseite führt durch einen großen Rundbogen ein Abgang in den Keller mit einem Tonnengewölbe aus Sandsteinquadern. 1977 gelangte das Haus in den Besitz der Vereinigten Coburger Sparkassen, die elf Wohnungen einbauen ließen. |      |
| Gymnasiumsgasse 5 (Standort)                                         | siehe Untere Anlage |      |
| Gymnasiumsgasse 7 (Standort) Wohnhaus D-4-63-000-647                 | Der dreigeschossige Mansardhalbwalmdachbau ist mit dem Jahr „1803“ bezeichnet, im Kern aber aus dem 17. Jahrhundert. 1730 noch im Besitz des Buchbinders Lorenz Rebetka, erfuhr das Gebäude 1803 grundlegende Um- und teilweise Neubauten durch Johann Georg Fahlenberg, dem damaligen herzoglichen Kammerlakaien. Dabei wurde die von Lisenen und einem Sturzgesims gerahmte Eingangstür an die Südseite versetzt und die Fassade erhielt ihr heutiges Aussehen, jedoch damals noch mit freiliegendem Fachwerk in den Obergeschossen. Christian Türk, Lehrer am Casimirianum und neuer Besitzer des Hauses, ließ 1901 durch Carl Kleemann den Keller vergrößern und den Eingang erneut verlegen, sowie 1902 durch Tobias Frommann den schadhaften Pavillon auf der Stadtmauer erneuern. 1911 entstand eine zweistöckige Veranda an der Südseite des Hauses. |      |